# 平宜高速公路
平顶山至宜昌高速公路，简称平宜高速，中国国家高速公路网编号为G3612，起点在河南省平顶山市，途经叶县、方城县、南阳市、新野县、襄阳市、南漳县、远安县，终点在湖北省宜昌市。

## 河南境

### 平顶山至南阳段
原  兰南高速平顶山至南阳段，双向四车道，设计时速100公里/小时，2004年12月12日建成通车。

### 南阳至新野段
规划中，全长约60公里。

## 湖北境

平宜高速湖北段

### 新野至襄阳段
规划中，全长约70公里。

### 襄阳至宜昌段
简称襄宜高速，起于襄阳市南外环，经襄城区、南漳县，宜昌市远安县、当阳市、夷陵区，在夷陵区官庄附近与沪蓉高速枢纽相接，全长约156公里，建设工期48个月。建成通车后，宜昌、襄阳两地高速通行时间将从原来的3小时缩短至1.5小时。
- 襄阳段：双向四车道，设计速度100公里/小时，路基宽度26米，路线长54.740公里。项目处于环评公示阶段。
- 宜昌段：主线全长90公里，花溪路连接线10公里，主线设计速度100公里/小时，路基宽度26米，双向四车道，估算投资150亿元。

## 与国家高速网的联系
- 宁洛高速：在叶县廉村镇交汇。
- 许广高速：在叶县廉村镇交汇。
- 沪陕高速：在南阳市宛城区交汇。
- 二广高速：在南阳市宛城区第一次交汇，在襄阳市襄城区第二次交汇。
- 福银高速：在襄阳市襄州区交汇。
- 麻安高速：在南漳县交汇。
- 呼北高速：在远安县交汇。
- 沪蓉高速：在宜昌市夷陵区交汇。